# تنسرفلو
تنسرفلو (بالإنجليزية: TensorFlow)‏ هي مكتبة برمجية حرة ومفتوحة المصدر في مجال تعلم الآلة. تستخدم في العديد من المجالات الفرعية ولكن لها تركيز محدد في تدريب واستدلال الشبكات العصبية العميقة.
هي مكتبه رياضيات رمزية مبنية على برمجة تنقل المعطيات والبرمجة التفاضلية، كما انها تستخدم في تعلم الآلة تطبيقات مثل الشبكات العصبية. تستخدمها غوغل للبحوث والإنتاج.‍
طورت غوغل براين تنسرفلو للاستخدام الداخلي في غوغل وتم نشرها في 2015 تحت رخصة أباتشي 2.0.

## الميزات
تستقر تنسرفلو على لغة البايثون وواجهات برمجة تطبيقات لغة سي ؛  و تضمن : C++, قو، جافا, جافا سكريبت و «سويفت» (نسخه اوليه) من دون ضمان التوافق مع واجهة البرمجة. يوفر الطرف الثالث حزم C#, هاسكل, جوليا, R, سكالا, رست, و OCaml.